# مايكل فون تشونغ
مايكل فون تشونغ (بالألمانية: Michael von Jung)‏ (و. 1781 – 1858 م) هو مؤلف، وشاعر، وكاتب ألماني، ولد في باد زاولغاو، توفي في تيتنانغ، عن عمر يناهز 77 عاماً.

## روابط خارجية
- مايكل فون تشونغ على موقع ديسكوغز (الإنجليزية)